# روبی بارکر
روبی بارکر (انگلیسی: Ruby Barker؛ زادهٔ ۲۳ دسامبر ۱۹۹۶) بازیگر اهل بریتانیا است. او بیشتر برای ایفای نقش مارینا در درام تاریخی بریجرتون (۲۰۲۰–۲۰۲۲) محصول نتفلیکس شناخته می‌شود. بارکر برای نقش‌آفرینی در فیلم چگونه جلوی یک رؤیای تکرارشونده را بگیری (۲۰۲۰) برندهٔ جایزهٔ بهترین بازیگر زن در جشنوارهٔ فیلم شهری بریتانیا شد.

## اوایل زندگی
روبی بارکر در ایزلینگتون، لندن، انگلستان از والدینی اهل ایرلند و مونتسرات به دنیا آمد. او اندکی پس از تولد، همراه خواهرش هریت وارد سیستم سرپرستی کودکان شد و هر دو به فرزندخواندگی پذیرفته شدند. بارکر سال‌های نخست کودکی خود را در لندن و وینچستر گذراند و سپس تا سال‌های نوجوانی در گلاسگو بزرگ شد. در دوران زندگی در گلاسگو، در کلاس‌های آخر هفتهٔ مدرسهٔ رقص الیزابت موری شرکت می‌کرد. نخستین تجربهٔ بازیگری او حضور در یک تبلیغ تلویزیونی برای رویال بانک اسکاتلند بود.
پس از جدایی والدینش، بارکر همراه مادر و ناپدری‌اش به روستای چرچ فنتون در منطقهٔ سلبی واقع در یورک‌شر نقل مکان کرد. او در دبیرستان تدکستر که در همان نزدیکی بود تحصیل کرد. او ابتدا قصد داشت پس از یک سال وقفه، رشتهٔ روابط بین‌الملل را در مدرسه اقتصاد لندن بخواند، اما در نهایت تصمیم گرفت به‌جای آن رشتهٔ تئاتر و درام را دنبال کند. بارکر هم‌زمان با بازی در تولیدات تئاتری محلی، در موزهٔ ملی راه‌آهن در یورک مشغول به کار بود.